# Pomeni imen asteroidov: 6001–6500
Pregled pomenov imen asteroidov (malih planetov) od številke 6001 do 6500, ki jim je Središče za male planete dodelilo številko in so pozneje dobili tudi uradno ime v skladu z dogovorjenim načinom imenovanja. Pregled je preverjen z Schmadelovim “Slovarjem imen malih planetov” (“Dictionary of Minor Planet Names”). Izvor nekaterih imen je pojasnjen tudi v Okrožnicah centra za male planete (“Minor Planet Circulars” ali MPC). Kadar je pojasnilo najdeno tudi v reviji “Sky and Telescope” (S&T), je to navedeno. 
Pregled pojasnjuje izvor oziroma pomen imen asteroidov, ki ga je priznala Mednarodna astronomska zveza (IAU). Nekateri asteroidi imajo imajo dodatno pojasnilo o izvoru imena, ki pa vedno ni popolnoma zanesljivo (oznaka “†”). Pojasnilo o izvoru imena, ki je označeno z * je potrebno preveriti ali poiskati še v “Slovarju imen malih planetov”.
| Ime                   | Začasna oznaka | Izvor imena |
| 6001–6100             | 6001–6100      | 6001–6100 |
| --------------------- | -------------- | --- |
| 6001 Tales            | 1988 CP2       | Tales iz Mileta, starogrški filozof † ‡ |
| 6007 Billevans        | 1990 BE2       | William John »Bill« Evans, ameriški jazz pianist † |
| 6010 Lyzenga          | 1990 OE        | Gregory Allen Lyzenga, ameriški geofizik, ki deluje pri Skupini za satelitsko geodezijo in geodinamiko na Laboratoriju za reaktivni pogon (Jet Propulsion Laboratory) in na Oddelku za fiziko v Kolidžu Harvey Mudd * |
| 6011 Tozzi            | 1990 QU5       | Gian Paolo Tozzi, italijanski astronom ali Paolo Tozzi, italijanski astronom ali Andrea Tozzi, italijanski astronom* |
| 6013 Andanike         | 1991 OZ        | sestavljeno iz začetnih delov imen vnukov odkritelja Andrew S., David S., Nicholas J. in Kevin M. Martinez † |
| 6014 Chribrenmark     | 1991 PO10      | sestavljeno iz začetnih delov imen vnukov odkritelja Christopher W., Brendan J. in Mark E. Moeller, † |
| 6015 Paularego        | 1991 PR10      | Paula Rego, portugalsko-britanska umetnica grafike |
| 6020 Miyamoto         | 1991 SL1       | Jukio Mijamoto, japonski astronom, predstojnik Observatorija Seiva Kougen * |
| 6022 Jyuro            | 1992 UB4       | Juro Kobajaši, japonski ljubiteljski astronom |
| 6023 Tsuyashima       | 1992 UQ4       | Takaaki Cujašima, japonski astronom, predstojnik Observatorija Kumamoto Kenmin |
| 6024 Ochanomizu       | 1992 UT4       | Očanomizu, okolica mesta Tokio, Japonska |
| 6025 Naotosato        | 1992 YA3       | Naoto Sato, japonski ljubiteljski astronom |
| 6026 Xenophanes       | 1993 BA8       | Ksenofan, starogrški filozof † |
| 6029 Edithrand        | 1948 AG        | * |
| 6030 Zolensky         | 1981 EG36      | Michael Ewing Zolensky, ameriški strokovnjak za meteorite, skrbnik za medplanetarni prah in opremo vrnjeno iz vesolja, sodelavec pri misiji STARDUST in član znastvene skupine za asteroidne vzorce, ki bi naj bili vrnjeni na Zemljo v misiji Hayabusa (MUSES-C) pri Vesoljskem centru Johnson † ‡ Arhivirano 2012-08-06 na Wayback Machine.                                                                       |
| 6031 Ryokan           | 1982 BQ4       | Rjokan, japonski menih v Zen budizmu * |
| 6032 Nobel            | 1983 PY        | Alfred Bernhard Nobel, švedski kemik, humanist in filantrop, ustanovitelj Nobelove nagrade † |
| 6036 Weinberg         | 1988 CV3       | Steven Weinberg, ameriški fizik in dobitnik Nobelove nagrade † ‡ |
| 6039 Parmenides       | 1989 RS        | Parmenid, starogrški filozof † |
| 6041 Juterkilian      | 1990 KL        | Klas Juter, švedski arhitekt in fotograf in Danuta Kilian, poljski umetnik |
| 6042 Cheshirecat      | 1990 WW2       | ime mačke (Cheshire cat ) iz romana Alica v čudežni deželi, ki ga je napisal Charles Lutwidge Dogson (Lewis Carroll)* |
| 6043 Aurochs          | 1991 RK2       | tur ( angleško aurochs), (znanstveno ime Bos primigenius) † Arhivirano 2002-04-15 na Wayback Machine. |
| 6044 Hammer-Purgstall | 1991 RW4       | Joseph von Hammer-Purgstall, avstrijski orientalist* |
| 6049 Toda             | 1991 VP        | Kōjun? Toda, japonski astronom* |
| 6050 Miwablock        | 1992 AE        | Miwa Block, sistemski analitik na Lunarnem in planetarnem laboratoriju na (Lunar and Planetary Laboratory) na Univerzi Arizone in član skupine misije Spacewatch * |
| 6051 Anaximenes       | 1992 BX1       | Anaksimen, starogrški filozof † |
| 6052 Junichi          | 1992 CE1       | Junichi Watanabe, japonski astronom |
| 6054 Ghiberti         | 4019 P-L       | Lorenzo Ghiberti, italijanski kipar* |
| 6055 Brunelleschi     | 2158 T-3       | Filippo Brunelleschi, florentinski arhitekt* |
| 6056 Donatello        | 2318 T-3       | Donatello (Donato di Niccolò di Betto Bardi), florentinski umetnik in kipar* |
| 6057 Robbia           | 5182 T-3       | Luca della Robbia, italijanski kipar* |
| 6060 Doudleby         | 1980 DX        | Doudleby, Bohemija, Češka † |
| 6062 Vespa            | 1983 JQ        | * |
| 6063 Jason            | 1984 KB        | Jazon, junak iz grške mitologije * |
| 6064 Holašovice       | 1987 HE1       | zgodovinska vas Holašovice, Bohemija, Češka † |
| 6066 Hendricks        | 1987 SZ3       | * |
| 6068 Brandenburg      | 1990 TJ2       | nemška zvezna dežela Brandenburg, Nemčija* |
| 6069 Cevolani         | 1991 PW17      | Giordano Cevolani, italijanski geofizik † Arhivirano 2011-05-25 na Wayback Machine. |
| 6070 Rheinland        | 1991 XO1       | pokrajina Rhineland, Nemčija* |
| 6071 Sakitama         | 1992 AS1       | vas Sakitama, Gjoda, Japonska* |
| 6072 Hooghoudt        | 1280 T-1       | Bernard Hooghoudt, sodelavec pri razvoju nizozemskega radijskega teleskopa † |
| 6074 Bechtereva       | 1968 QE        | Natalja Petrovna Behtereva, ruska fiziologinja |
| 6075 Zajtsev          | 1976 GH2       | Aleksandr Leonodovič Zajcev (rusko Александр Леонидович Зайцев) (rojen 1945), ruski radijski inženir in astronom † |
| 6076 Plavec           | 1980 CR        | Miroslav Plavec (Mirek Plavec), češki astronom † |
| 6077 Messner          | 1980 TM        | Reinhold Messner, italijanski alpinist † |
| 6078 Burt             | 1980 TC5       | * |
| 6079 Gerokurat        | 1981 DG3       | Gero Kurat, avstrijski skrbnik zbirke meteoritov v Prirodoslovnem muzeju na Dunaju in predsednik Meteoritske zveze † Arhivirano 2012-08-06 na Wayback Machine. |
| 6080 Lugmair          | 1981 EY26      | Günter Lugmair, nemški kozmokemik in strokovnjak za meteorite (meteoritik) † Arhivirano 2012-08-06 na Wayback Machine. |
| 6081 Cloutis          | 1981 EE35      | Edward Cloutis, kanadski fizik † Arhivirano 2005-08-29 na Wayback Machine. ‡ Arhivirano 2012-08-06 na Wayback Machine. |
| 6082 Timiryazev       | 1982 UH8       | Kliment Arkadjevič Timirjazev, ruski botanik* |
| 6083 Janeirabloom     | 1984 SQ2       | Jane Ira Bloom, ameriška soprano saksofonistka in jazz skladateljica † |
| 6084 Bascom           | 1985 CT        | Florence Bascom, ameriški geolog † |
| 6085 Fraethi          | 1987 SN3       | Frede Pedersen, oče enega izmed odkriteljev; Frede je starodavno dansko ime, ki pomeni mir, izhaja pa iz starega nordijskega imena Fraethi † |
| 6087 Lupo             | 1988 FK        | Bob Lupo, v Bostonu rojen arizonski restavrator † |
| 6088 Hoshigakubo      | 1988 UH        | Hošigakubo, vas Nijodo, Japonska: legenda pravi, da je tukaj meteorski krater |
| 6089 Izumi            | 1989 AF1       | področje Izumi-ku, Japonska |
| 6091 Mitsuru          | 1990 DA1       | Mitsuru Soma, japonski astronom |
| 6092 Johnmason        | 1990 MN        | John W. Mason, britanski ljubiteljski astronom † |
| 6093 Makoto           | 1990 QP5       | Makoto Jošikava, japonski astronom |
| 6094 Hisako           | 1990 VQ1       | Hisako Hioki, mati enega izmed odkriteljev * |
| 6097 Koishikawa       | 1991 UK2       | Masahiro Koišikava, japonski ljubiteljski astronom |
| 6099 Saarland         | 1991 UH4       | nemška zvezna dežela Saarland, Nemčija* |
| 6100 Kunitomoikkansai | 1991 VK4       | Kunitomo Ikansai, japonski izdelovalec pištol in astronom |
| 6101–6200             |                | |
| 6102 Visby            | 1993 FQ25      | mesto Visby, Švedska † Arhivirano 2007-06-24 na Wayback Machine. |
| 6104 Takao            | 1993 HZ        | Takao Saito, japonski geofizik |
| 6105 Verrocchio       | 4580 P-L       | Andrea del Verrocchio, florentinski kipar* |
| 6106 Stoss            | 6564 P-L       | Reiner Michael Stoss, v Banatu rojen nemški ljubiteljski astronom* |
| 6107 Osterbrock       | 1948 AF        | Donald Edward Osterbrock, ameriški astrofizik* |
| 6108 Glebov           | 1971 QN        | * |
| 6109 Balseiro         | 1975 QC        | José Antonio Balseiro (1919 – 1962), argentinski jedrski fizik † |
| 6110 Kazak            | 1978 NQ1       | * |
| 6111 Davemckay        | 1979 SP13      | David Stewart McKay, ameriški lunarni geolog in strokovnjak za meteorite (meteoritik) † Arhivirano 2012-08-06 na Wayback Machine. |
| 6112 Ludolfschultz    | 1981 DB1       | Ludolf Schultz, nemški kozmokemik in strokovnjak za meteorite (meteoritik) † Arhivirano 2012-08-06 na Wayback Machine. |
| 6113 Tsap             | 1982 SX5       | * |
| 6115 Martinduncan     | 1984 SR2       | Martin J. Duncan, kanadski astronom † Arhivirano 2005-08-29 na Wayback Machine. |
| 6116 Still            | 1984 UB3       | Martin David Still, britanski astronom* |
| 6119 Hjorth           | 1986 XH        | Jens Hjorth, danski astrofizik |
| 6120 Anhalt           | 1987 QR        | * |
| 6121 Plachinda        | 1987 RU3       | * |
| 6122 Henrard          | 1987 SW1       | Jacques Henrard, Belgijcibelgijski astronom (nebesna mehanika)* |
| 6123 Aristoteles      | 1987 SH2       | Aristotel, starogrški filozof † ‡ |
| 6124 Mecklenburg      | 1987 SL10      | * |
| 6127 Hetherington     | 1989 HD        | Norriss Swigart Hetherington, ameriški zgodovinar astronomije * |
| 6128 Lasorda          | 1989 LA        | Tommy Lasorda, nekdanji vodja Los Angeles Dodgersov (bejzbolsko moštvo) † |
| 6129 Demokritos       | 1989 RB2       | Demokrit, starogrški filozof † |
| 6130 Hutton           | 1989 SL5       | James Hutton (1726 – 1797), škotski začetnik moderne geologije † |
| 6131 Towen            | 1990 OO3       | Tobias Owen, ameriški astronom* |
| 6132 Danielson        | 1990 QY3       | * |
| 6135 Billowen         | 1990 RD9       | William Mann Owen, ameriški astronom* |
| 6136 Gryphon          | 1990 YH        | * |
| 6137 Johnfletcher     | 1991 BY        | John Fletcher, britanski ljubiteljski astronom in vzgojitelj † |
| 6139 Naomi            | 1992 AD1       | Naomi Sugie, žena odkritelja |
| 6140 Kubokawa         | 1992 AT1       | Kazuo Kubokava, japonski astronom |
| 6141 Durda            | 1992 YC3       | Daniel David Durda, ameriški astronom † |
| 6143 Pythagoras       | 1993 JV        | Pitagora, starogrški filozof in matematik † |
| 6144 Kondojiro        | 1994 EQ3       | Jiro Kondo, japonski egiptolog in ljubiteljski astronom † |
| 6145 Riemenschneider  | 2630 P-L       | Tilman Riemenschneider, nemški kipar* |
| 6146 Adamkrafft       | 3262 T-2       | Adam Krafft, nemški kipar* |
| 6147 Straub           | 1081 T-3       | Johann Baptist Straub, nemški kipar* |
| 6148 Ignazgünther     | 5119 T-3       | Ignaz Günther, nemški kipar* |
| 6149 Pelčák           | 1979 SS        | Oldřich Pelčák, češki kandidat za astronavta † |
| 6150 Neukum           | 1980 FR1       | Gerhard Neukum, nemški astronom, predstojnik Inštituta planetarnih raziskav v Berlin-Adlershofu † Arhivirano 2007-06-24 na Wayback Machine. |
| 6151 Viget            | 1987 WF        | * |
| 6152 Empedocles       | 1989 GB3       | Empedocles, starogrški filozof † |
| 6153 Hershey          | 1990 OB        | John Landis Hershey, ameriški astronom* |
| 6154 Stevesynnott     | 1990 QP1       | Stephen P. Synnott, ameriški astronom* |
| 6155 Yokosugano       | 1990 VY2       | Yōko Sugano, žena Matsua Sugana (japonski astronom) |
| 6156 Dall             | 1991 AF1       | * |
| 6157 Prey             | 1991 RX2       | Alois Prey, avstrijski astronom ali Adalbert Prey, avstrijski astronom* |
| 6160 Minakata         | 1993 JF        | Kumagusu Minakata, japonski pisatelj in prirodoslovec |
| 6161 Vojno-Yasenetsky | 1971 TY2       | Valentin Voino-Jasenetski (nadškof Luka), ukrajinski kirurg in teolog * |
| 6162 Prokhorov        | 1973 SR6       | Jurij Vasiljevič Prokhorov, ruski matematik* |
| 6163 Reimers          | 1977 FT        | Dieter Reimers, nemški astronom* |
| 6164 Gerhardmüller    | 1977 RF2       | * |
| 6165 Frolova          | 1978 PD3       | * |
| 6166 Univsima         | 1978 SP4       | državna univerza v Simferolu |
| 6167 Narmanskij       | 1979 QB10      | V. J. Narmanskij, ukrajinski raziskovalec bioritma in vesoljski fizik * |
| 6169 Sashakrot        | 1981 EX4       | Alexander (Sasha) Krot, kozmokemik and strokovnjak za meteorite (meteoritik) † Arhivirano 2012-08-06 na Wayback Machine. |
| 6170 Levasseur        | 1981 GP        | Pierre Émile Levasseur, francoski ekonomist* |
| 6172 Prokofeana       | 1982 TX        | * |
| 6173 Jimwestphal      | 1983 AD        | James A. (Jim) Westphal, ameriški astronom, nekoč predstojnik Observatorija Palomar* |
| 6174 Polybius         | 1983 TR2       | Polibij, starogrški zgodovinar* |
| 6175 Cori             | 1983 XW        | Carl Ferdinand (1896 – 1984) in Gerty Theresa Cori (1896 – 1957) (rojena Radnitz), mož in žena, avstro-ogrsko-ameriška biokemika † |
| 6176 Horrigan         | 1985 BH        | Barbara Llewellyn Horrigan, ameriška članica Prijateljev drame v Arlingtonu (Arlington Friends of the Drama) v Massachusettsu, igralka, direktorica in oblikovalka kostumov † ‡ |
| 6179 Brett            | 1986 EN        | Robin Brett, ameriški astronom* |
| 6180 Bystritskaya     | 1986 PX4       | * |
| 6181 Bobweber         | 1986 RW        | Robert ("Bob") Weber, ameriški fizik in astronom, vodja skupine Deep Space Satellite Tracking Network in sodelavec na projektu LINEAR † |
| 6182 Katygord         | 1987 SC4       | * |
| 6183 Viscome          | 1987 SF7       | George R. Viscome, ameriški tehnik za radijske oddajnike in strokovnjak za astrometrijo † |
| 6184 Nordlund         | 1987 UQ3       | Aake Nordlund, danski astrofizik |
| 6186 Zenon            | 1988 CC2       | Zenon, starogrški filozof in matematik † |
| 6188 Robertpepin      | 1988 SW2       | Robert Pepin, ameriški strokovnjak za meteorite (meteoritik) † Arhivirano 2012-08-06 na Wayback Machine. |
| 6189 Völk             | 1989 EY2       | Elisabeth Völk, tajnica sedeža Evropskega južnega observatorija (ESO) † ‡ |
| 6190 Rennes           | 1989 TJ1       | mesto Rennes, Francija* |
| 6191 Eades            | 1989 WN1       | * |
| 6193 Manabe           | 1990 QC1       | Jošinosuke ali Rjonosuke Manabe, japonski astronom* |
| 6194 Denali           | 1990 TN        | * |
| 6195 Nukariya         | 1990 VL2       | Motoi Nukarija, japonski astronom |
| 6198 Shirakawa        | 1992 AF1       | Širakava, Fukušima, Japonska |
| 6199 Yoshiokayayoi    | 1992 BK1       | Jošioka Jajoi, japonski zdravnik in aktivist borcev za ženske pravice |
| 6200 Hachinohe        | 1993 HL        | Akio Hačinohe, japonski ljubiteljski astronom |
| 6201–6300             |                | |
| 6201 Ichiroshimizu    | 1993 HY        | Ičiro Šimizu, japonski astronom |
| 6202 Georgemiley      | 3332 T-1       | George K. Miley, ameriški astronom* |
| 6203 Lyubamoroz       | 1981 EC23      | Ljuba V. Moroz, ruska planetarna znanstvenica † Arhivirano 2012-08-06 na Wayback Machine. |
| 6204 MacKenzie        | 1981 JB3       | Norman MacKenzie (1894 – 1986), kanadski učenjak † Arhivirano 2005-08-29 na Wayback Machine. |
| 6205 Menottigalli     | 1983 OD        | Menotti Galli, italijanski fizik † |
| 6206 Corradolamberti  | 1985 TB1       | Corrado Lamberti, italijanski astronom* |
| 6207 Bourvil          | 1988 BV        | Bourvil (André Zacharie Raimbourg), francoski igralec in pevec † |
| 6208 Wakata           | 1988 XT        | Koichi Wakata, japonski astronavt |
| 6209 Schwaben         | 1990 TF4       | Samuel Heinrich Schwabe, nemški astronom, strokovnjak za Sonce † * |
| 6210 Hyunseop         | 1991 AX1       | Seo Hyun-seop, korejski diplomat † Arhivirano 2012-02-04 na Wayback Machine. |
| 6211 Tsubame          | 1991 DO        | hitri vlak Cubame (Šinkansen), japonski nakdanji hitri vlak, ki je vozil med Tokijem do Osake ali Kob |
| 6213 Zwiers           | 2196 P-L       | Hendrik Jan Zwiers, nizozemski astronom † |
| 6214 Mikhailgrinev    | 1971 SN2       | * |
| 6216 San Jose         | 1975 SJ        | mesto San Jose † |
| 6218 Mizushima        | 1977 EG7       | mesto Kurašiki, Japonska |
| 6219 Demalia          | 1978 PX2       | * |
| 6220 Stepanmakarov    | 1978 SN7       | Stepan Osipovič Makarov, ruski podadmiral in oceanograf * |
| 6221 Ducentesima      | 1980 GO        | latinski izraz za "200", za 200-ti odkriti asteroid na Observatoriju Kleť † |
| 6223 Dahl             | 1980 RD1       | Roald Dahl, britanski pisatelj † |
| 6224 El Goresy        | 1981 EK8       | Ahmed El Goresy, egipčanski mineralog † Arhivirano 2012-08-06 na Wayback Machine. † |
| 6225 Hiroko           | 1981 EK12      | Hiroko Nagahara, japonski strokovnjak za meteorite (meteoritik) † Arhivirano 2012-08-06 na Wayback Machine. |
| 6226 Paulwarren       | 1981 EY18      | Paul Warren, ameriški raziskovalni geokemik † Arhivirano 2012-08-06 na Wayback Machine. |
| 6227 Alanrubin        | 1981 EQ42      | Alan Rubin, ameriški raziskovalni geokemik † Arhivirano 2012-08-06 na Wayback Machine. |
| 6228 Yonezawa         | 1982 BA        | mesto Jonezava, Japonska |
| 6229 Tursachan        | 1983 VN7       | galski izraz za "stoječi kamni" (zmagovalec na tekmovanju Flagstaff leta 1997 za imenovanje asteroidov) † Arhivirano 2016-03-03 na Wayback Machine. |
| 6231 Hundertwasser    | 1985 FH        | Friedensreich Hundertwasser (Friedrich Stowasser), avstrijski umetnik † |
| 6232 Zubitskia        | 1985 SJ3       | * |
| 6233 Kimura           | 1986 CG        | Hisaši Kimura, japonski astronom* |
| 6234 Sheilawolfman    | 1986 SF        | Sheila Wolfman (rojena Sala Fajerman), poljska deklica, ki je preživela holokavst, prikazana na sliki Martina Gilberta † |
| 6235 Burney           | 1987 VB        | Venetia Burney, Angležinja, ki je pri starosti 11 let predlagala ime Pluton za " deveti planet" † |
| 6236 Mallard          | 1988 WF        | LNER Class A4 4468 Mallard, britanska parna lokomotiva |
| 6237 Chikushi         | 1989 CV        | province Čikuzen in province Čikugo, nekdanje ime za prefekturo Fukuoka, Japonska † Arhivirano 2005-05-07 at Archive.is |
| 6239 Minos            | 1989 QF        | Minos, kralj iz grške mitologije * |
| 6240 Lucretius Carus  | 1989 SL1       | Tit Lukrecij Kar, rimski pesnik in filozof † |
| 6241 Galante          | 1989 TG        | * |
| 6243 Yoder            | 1990 OT3       | Charles Finney Yoder, ameriški astronom* |
| 6244 Okamoto          | 1990 QF        | Hiroshi Okamoto, japonski osnovnošolski učitelj odkritelja † Arhivirano 2005-05-07 at Archive.is |
| 6245 Ikufumi          | 1990 SO4       | Ikufumi Makino, japonski inženir telekomunokacijskih sistemov in ljubiteljski astronom † |
| 6246 Komurotoru       | 1990 VX2       | Toru Komuro, japonski kipar* |
| 6247 Amanogawa        | 1990 WY3       | reka Amanogava, Hokaido, Japonska (v japonščini, "Amanogawa" pomeni tudi "Mlečna cesta") |
| 6249 Jennifer         | 1991 JF1       | * |
| 6251 Setsuko          | 1992 DB        | Setsuko Akijama, žena odkritelja |
| 6252 Montevideo       | 1992 EV11      | Montevideo, Urugvaj, rojstni kraj Gonzala Tancredija, enega izmed odkriteljev † Arhivirano 2007-06-24 na Wayback Machine. |
| 6255 Kuma             | 1994 XT        | Kuma, Aiči, Japonska |
| 6256 Canova           | 4063 P-L       | Antonio Canova, italijanski kipar* |
| 6257 Thorvaldsen      | 4098 T-1       | Bertil Thorvaldsen, danski kipar* |
| 6258 Rodin            | 3070 T-2       | Auguste Rodin, francoski kipar* |
| 6259 Maillol          | 3236 T-2       | Aristide Maillol, francoski kipar* |
| 6260 Kelsey           | 1949 PN        | Francijas Oldham Kelsey, kanadsko-ameriški farmakolog † Arhivirano 2005-08-29 na Wayback Machine. |
| 6261 Chione           | 1976 WC        | * |
| 6262 Javid            | 1978 RZ        | * |
| 6266 Letzel           | 1986 TB3       | Jan Letzel, češki arhitekt † |
| 6267 Rozhen           | 1987 SO9       | Nacionalni astronomski observatorij Bolgarije, ki se nahaja na gori Rožen (Rozhen)* |
| 6268 Versailles       | 1990 SS5       | Versailles, Francija † |
| 6269 Kawasaki         | 1990 UJ        | Šun iči Kavasaki, japonski astronom* |
| 6271 Farmer           | 1991 NF        | * |
| 6273 Kiruna           | 1992 ER31      | Kiruna, najsevernejše mesto Švedske † Arhivirano 2007-06-24 na Wayback Machine. |
| 6274 Taizaburo        | 1992 FV        | Taizaburo Koyama, japonski ljubiteljski astronom* |
| 6275 Kiryu            | 1993 VQ        | mesto Kirju, Japonska |
| 6276 Kurohone         | 1994 AB        | vas Kurohone, v področju Seta, prefektura Gunma, Japonska* |
| 6278 Ametkhan         | 1971 TF        | Amet Kan Sultan (rusko Амет-хан Султан, tatarski letalski as iz druge svetovne vojne* |
| 6280 Sicardy          | 1980 RJ        | * |
| 6281 Strnad           | 1980 SD        | Antonín Strnad, češki astronom † |
| 6282 Edwelda          | 1980 TS4       | sestavljeno iz dveh imen Edwin Aguirre in Imelda Joson, filipinski izdajatelj in fotografinja pri reviji Nebo & teleskop (Sky & Telescope) + |
| 6284 Borisivanov      | 1981 EM19      | Boris Ivanov, ruski geofizik † Arhivirano 2012-08-06 na Wayback Machine. |
| 6285 Ingram           | 1981 EA26      | Vernon Ingram, ameriški biolog in njegova žena Elizabeth (Beth) Ingram, nekdanja predstojnica na Tehnološkem inštitutu Massachusettsa na Ashdown House † |
| 6287 Lenham           | 1984 AR        | Alan Pennell Lenham, britanski ljubiteljski astronom* |
| 6291 Renzetti         | 1985 TM1       | Nicholas A. Renzetti, fizik sodelavec pri Deep Space Network* |
| 6293 Oberpfalz        | 1987 WV1       | * |
| 6294 Czerny           | 1988 CX1       | Karl Czerny, avstrijski skladatelj in učitelj klavirja † |
| 6295 Schmoll          | 1988 CF3       | Antoine Schmoll, nemški učitelj klavirja † |
| 6296 Cleveland        | 1988 NC        | mesto Cleveland, Ohio, Ohio* |
| 6299 Reizoutoyoko     | 1988 XQ1       | Reizou in Tojoko Mori, starša enega izmed odkriteljev |
| 6300 Hosamu           | 1988 YB        | Osamu Hioki, prijateljica odkriteljev |
| 6301–6400             |                | |
| 6302 Tengukogen       | 1989 CF        | gorovje Tengu, na otoku Šikoku, Japonska † Arhivirano 2005-05-07 at Archive.is |
| 6304 Josephus Flavius | 1989 GT3       | Jožef Flavij (37 – okoli 100), judovski zgodovinar † |
| 6305 Helgoland        | 1989 GE8       | majhen arhipelag Heligoland, Nemčija* |
| 6306 Nishimura        | 1989 UL3       | Juji Nišimura, predsednik firme Nišimura Mfg. Co. |
| 6307 Maiztegui        | 1989 WL7       | Alberto Maiztegui, argentinski učitelj znanstveni učitelj † |
| 6308 Ebisuzaki        | 1990 BK        | Tošikazu Ebisuzaki, japonski astronom |
| 6309 Elsschot         | 1990 EM3       | Willem Elsschot, psevdonim Alfonsa de Ridderja, flamskega pisatelja † |
| 6310 Jankonke         | 1990 KK        | * |
| 6311 Porubčan         | 1990 RQ2       | Vladimír Porubčan, slovaški astronom* |
| 6312 Robheinlein      | 1990 RH4       | Robert Anson Heinlein, ameriški pisatelj znanstvene fantastike † |
| 6317 Dreyfus          | 1990 UP3       | afera Dreyfus † |
| 6318 Cronkite         | 1990 WA        | Walter Cronkite, ameriški televizijski napovedovalec * |
| 6319 Beregovoj        | 1990 WJ3       | Georgi Beregovoi, ruski kozmonavt † ‡ |
| 6320 Bremen           | 1991 AL3       | mesto Bremen, Nemčija* |
| 6321 Namuratakao      | 1991 BV        | Takao Namura, japonski inženir optike * |
| 6323 Karoji           | 1991 CY1       | Hiroši Karoji, japonski astronom* |
| 6326 Idamiyoshi       | 1991 FJ1       | Miyoshi Ida, japonski ljubiteljski astronom* |
| 6329 Hikonejyo        | 1992 EU1       | grad Hikone Castle v mestu Hikone, Japonska |
| 6330 Koen             | 1992 FN        | Koen Janagija, rakugo (japonska oblika zabave) |
| 6332 Vorarlberg       | 1992 FP3       | avstrijska zvezna dežela Vorarlberg, Avstrija* |
| 6333 Helenejacq       | 1992 LG        | * |
| 6334 Robleonard       | 1992 MM        | * |
| 6336 Dodo             | 1992 UU        | Dodo |
| 6337 Shiota           | 1992 UC4       | Kazuo Shiota, japonski ljubiteljski astronom |
| 6338 Isaosato         | 1992 UO4       | Isao Sato, japonski astronom |
| 6339 Giliberti        | 1993 SG        | * |
| 6340 Kathmandu        | 1993 TF2       | mesto Katmandu, Nepal* |
| 6345 Hideo            | 1994 AX1       | Hideo Fukušima, japonski astronom |
| 6346 Syukumeguri      | 1995 AY        | del vasi Kurohone, Japonska |
| 6349 Acapulco         | 1995 CN1       | Acapulco, Mehika* |
| 6350 Schlüter         | 3526 P-L       | Jochen Schlüter, nemški mineralog ali Arnulf Schlüter, nemški astronom ali Wolfgang Schlüter, nemški astronom* |
| 6351 Neumann          | 4277 T-1       | Johann Balthasar Neumann (1687 – 1753), nemški baročni arhitekt † Arhivirano 2007-09-27 na Wayback Machine. |
| 6352 Schlaun          | 2400 T-3       | Johann Conrad Schlaun, nemški baročni arhitekt* |
| 6353 Semper           | 3107 T-3       | * |
| 6354 Vangelis         | 1934 GA        | Vangelis Papathanassiou, grški skladatelj in multiinštrumentalist † |
| 6355 Univermoscow     | 1969 TX5       | Univerza v Moskvi* |
| 6356 Tairov           | 1976 QR        | Vasilij Egorovič Tairov, ruski vinogradnik * |
| 6357 Glushko          | 1976 SK3       | Valentin Petrovič Gluško (rusko Валентин Петрович Глушко) (1908 – 1989), sovjetski raketni strokovnjak * |
| 6358 Chertok          | 1977 AL1       | Boris Evseevič Čertok, ruski raketni strokovnjak (specialist za vodenje in kontrolo)* |
| 6359 Dubinin          | 1977 AZ1       | Eduard Dubinin, ruski astrofizik* |
| 6362 Tunis            | 1979 KO        | mesto Tunis, Tunizija* |
| 6363 Doggett          | 1981 CB1       | LeRoy Elsworth Doggett, ameriški astronom in zgodovinar astronomije |
| 6364 Casarini         | 1981 ET        | Jeannine Casarini, francoski učitelj, član ekpedicije Tunguska99 v Sibirijo (Tunguska ) † |
| 6365 Nickschneider    | 1981 ES29      | Nicholas McCord Schneider, ameriški astronom* |
| 6366 Rainerwieler     | 1981 UM22      | Rainer Wieler, švicarski geokemik pri Švicarskem federalnem inštitutu za tehnologijo (Swiss Federal Institute of Technology ali ETH) † Arhivirano 2012-08-06 na Wayback Machine. |
| 6370 Malpais          | 1984 EY        | španski izraz za »slaba dežela«, ki so ga uporabljali zgodnji raziskovalci ameriškega jugozahoda, da bi označili kot težko prehodno področje polno skal nastalih iz lave. Danes se izraz uporablja za skale, ki jih najdemo na takšnem področju in se uporabljajo kot gradbeni material za hiše (zmagovalec leta 1997 na tekmovanju Flagstaff za imenovanje asteroidov) † Arhivirano 2016-03-03 na Wayback Machine. |
| 6371 Heinlein         | 1985 GS        | Dieter Heinlein, zbiratelj meteoritov in tektitov za Bavarski meteoritski laboratorij † ‡ |
| 6372 Walker           | 1985 JW1       | Robert M. Walker, ameriški astronom* |
| 6373 Stern            | 1986 EZ        | S. Alan Stern, astronom * |
| 6374 Beslan           | 1986 PY4       | Beslan, Rusija* |
| 6375 Fredharris       | 1986 TB5       | * |
| 6376 Schamp           | 1987 KD1       | Larry in Becky Schamp, Mmeričana iz Alice Springsa, Avstralija, ki sta skrbela za člane družine Shoemaker po smrti enega izmed odkriteljev Eugena Merle Shoemakerja v prometni nesreči † |
| 6377 Cagney           | 1987 ML1       | James Cagney, ameriški igralec † |
| 6379 Vrba             | 1987 VA1       | Karel Vrba, češki profesor mineralogije † |
| 6383 Tokushima        | 1988 XU1       | Observatorij Tokušima-Kainan, prefektura Tokušima, Japonska |
| 6384 Kervin           | 1989 AM        | * |
| 6385 Martindavid      | 1989 EC2       | Martin Alois David, češki predstojnik observatorija † |
| 6386 Keithnoll        | 1989 NK1       | Keith S. Noll, ameriški astronom* |
| 6389 Ogawa            | 1990 BX        | Šigeo Ogava, predsednik založbe Seibundo-Šinkoša |
| 6390 Hirabayashi      | 1990 BG1       | Šigeto Hirabajaši, japonski ljubiteljski astronom* |
| 6391 Africano         | 1990 BN2       | * |
| 6392 Takashimizuno    | 1990 HR        | Takaši Mizuno, japonski ljubiteljski astronom* |
| 6395 Hilliard         | 1990 UE1       | * |
| 6396 Schleswig        | 1991 AO3       | pokrajina Schleswig, Nemčija/Danska* |
| 6398 Timhunter        | 1991 CD1       | Tim Hunter, ameriški ljubiteljski astronom* |
| 6399 Harada           | 1991 GA        | Šoji Harada, japonski ljubiteljski astronom † Arhivirano 2005-05-07 at Archive.is |
| 6400 Georgealexander  | 1991 GQ1       | * |
| 6401–6500             |                | |
| 6401 Roentgen         | 1991 GB2       | Wilhelm Conrad Röntgen, nemški fizik in Nobelov nagrajenec* |
| 6402 Holstein         | 1991 GQ10      | Holstein, Nemčija* |
| 6403 Steverin         | 1991 NU        | * |
| 6404 Vanavara         | 1991 PS6       | mesto Vanavara v Sibiriji v bližini Tunguske † ‡ |
| 6405 Komiyama         | 1992 HJ        | Fukuji Komijama, Japonec* |
| 6408 Saijo            | 1992 UT5       | Jošihiro Saijo, japonski ljubiteljski astronom |
| 6410 Fujiwara         | 1992 WO4       | Masato? Fudživara, japonski ljubiteljski astronom* |
| 6411 Tamaga           | 1993 TA        | * |
| 6412 Kaifu            | 1993 TL2       | Norio Kaifu, japonski astronom |
| 6413 Iye              | 1993 TJ3       | Masanori Ie, japonski astronom |
| 6414 Mizunuma         | 1993 UX        | del vasi Kurohone, Japonska |
| 6416 Nyukasayama      | 1993 VY3       | gora Njukasa, Nagano, Japonska, |
| 6417 Liberati         | 1993 XA        | * |
| 6418 Hanamigahara     | 1993 XJ        | del vasi Kurohone, Japonska |
| 6419 Susono           | 1993 XX        | mesto Susono, Japonska, v bližini odkriteljevega kraja opazovanja pri mestu Mišima* |
| 6420 Riheijyaya       | 1993 XG1       | del mesta Kurohone, Gunma, Japonska |
| 6422 Akagi            | 1994 CD1       | gora Akagi, Gunma, Japonska |
| 6423 Harunasan        | 1994 CP2       | gora Haruna, Gunma, Japonska |
| 6424 Ando             | 1994 EN3       | Hirojasu Ando, japonski astronom |
| 6426 Vanýsek          | 1995 ED        | Vladimír Vanýsek, češki astronom † |
| 6428 Barlach          | 3513 P-L       | Ernst Barlach, nemški kipar* |
| 6429 Brancusi         | 4050 T-1       | Constantin Brancusi, romunski kipar † Arhivirano 2012-07-17 na Wayback Machine. |
| 6432 Temirkanov       | 1975 TR2       | Juri Temirkanov, ruski dirigent |
| 6433 Enya             | 1978 WC        | Enya (Eithne Ní Bhraonáin), irska pevka in skladateljica † ‡ |
| 6434 Jewitt           | 1981 OH        | David C. Jewitt, britanski astronom |
| 6435 Daveross         | 1984 DA        | David Justin Ross, ameriški matematik. |
| 6436 Coco             | 1985 JX1       | * |
| 6437 Stroganov        | 1987 QS7       | družina Stroganov iz Rusije, ki je izkoriščala železove in zlate rudnike na Uralu † |
| 6438 Suárez           | 1988 BS3       | Buenaventura Suárez, argentinski jezuit in astronom iz 17. in 18. stoletja † |
| 6439 Tirol            | 1988 CV        | [[zvezna pokrajina Tirolska, Švica* |
| 6440 Ransome          | 1988 RA2       | Arthur Ransome, britanski romanopisec † |
| 6441 Milenajesenská   | 1988 RR2       | Milena Jesenská (1896–1944), češka časnikarka † |
| 6442 Salzburg         | 1988 RU3       | zvezna dežela Salzburg, Avstrija * |
| 6445 Bellmore         | 1990 FS1       | * |
| 6446 Lomberg          | 1990 QL        | Jon Lomberg, ameriški umetnik † |
| 6447 Terrycole        | 1990 TO1       | * |
| 6449 Kudara           | 1991 CL1       | japonski astronom, drugi predsednik Orientalske astronomske zveze † Arhivirano 2005-05-07 at Archive.is |
| 6451 Kärnten          | 1991 GP10      | zvezna dežela Koroška, Avstrija * |
| 6452 Johneuller       | 1991 HA        | John Euller, pisatelj in polarni raziskovalec * |
| 6456 Golombek         | 1992 OM        | Matthew Philip Golombek, ameriški planetarni geolog † Arhivirano 2009-04-04 na Wayback Machine. |
| 6457 Kremsmünster     | 1992 RT        | Kremsmünster, Avstrija, kraj observatorija (Observatorij Kremsmünster), pripada benediktinskemu samostanu Kremsmünster* |
| 6458 Nouda            | 1992 TD1       | Tadasuke Nouda, japonski astronom † Arhivirano 2005-05-07 at Archive.is |
| 6459 Hidesan          | 1992 UY5       | Hideo Sato, japonski astronom |
| 6460 Bassano          | 1992 UK6       | * |
| 6462 Myougi           | 1994 AF2       | gora Mjougi, Gunma, Japonska* |
| 6463 Isoda            | 1994 AG3       | Sačiko ali Jukiko Isoda, Japonki* |
| 6464 Kaburaki         | 1994 CK        | Masaki Kaburaki, japonski astronom* |
| 6465 Zvezdotchet      | 1995 EP        | ruski časopis Zvezdočet za ljubiteljske astronome* |
| 6467 Prilepina        | 1979 TS2       | * |
| 6468 Welzenbach       | 1981 ED19      | Linda Welzenbach, ameriška geologinja, vodja zbirke meteoritov v Nacionalnem Prirodoslovnem inštitutu, Washington † |
| 6469 Armstrong        | 1982 PC        | Neil Armstrong, astronavt v Apollu 11 † |
| 6470 Aldrin           | 1982 RO1       | Buzz Aldrin, astronavt v Apollu 11 † |
| 6471 Collins          | 1983 EB1       | Michael Collins, italijansko-ameriški astronavt v Apollu 11 † |
| 6472 Rosema           | 1985 TL        | * |
| 6473 Winkler          | 1986 GM        | * |
| 6474 Choate           | 1987 SG1       | Dennis Choate, ameriški astronom ali Larry Mercer Choate, ameriški astronom* |
| 6475 Refugium         | 1987 SZ6       | latinska beseda za "zavetišče"* |
| 6478 Gault            | 1988 JC1       | Donald E. Gault, ameriški planetarni geolog † |
| 6479 Leoconnolly      | 1988 LC        | Leo Paul Connolly, ameriški astronom* |
| 6480 Scarlatti        | 1988 PM1       | Domenico Scarlatti, italijanski skladatelj in glasbenik † |
| 6481 Tenzing          | 1988 RH2       | Tenzing Norgay, nepalski šerpa † |
| 6482 Steiermark       | 1989 AF7       | Štajerska, Avstrija* |
| 6483 Nikolajvasil'ev  | 1990 EO4       | Nikolaj Vasiljev, ruski znanstveni vodja Interdisciplinarne neodvisne odprave v Tungusko † ‡ |
| 6484 Barthibbs        | 1990 FT1       | Bart Hibbs, ameriški fizik* |
| 6485 Wendeesther      | 1990 UR1       | Wendee Esther Wallach-Feldman (pozneje znan kot Wendee Wallach-Levy), nekdanja učiteljica. Poročena z astronomom Davidom H. Levyjem s katerim je vodila zasebni observatorij (Observatorij Jarnac) v Vailu, Arizona |
| 6487 Tonyspear        | 1991 GA1       | Tony Spear, ameriški inženir, nazadnje pri Laboratoriju za reaktivni pogon(Jet Propulsion Laboratory)* |
| 6488 Drebach          | 1991 GU9       | javni observatorij in planetarij Drebach Drebach, Nemčija † Arhivirano 2012-02-04 na Wayback Machine. |
| 6489 Golevka          | 1991 JX        | sestavljeno iz Observatorij Goldstone/Evpatorija/Kašima (Evpatorija je mesto na Krimu) † |
| 6493 Cathybennett     | 1992 CA        | * |
| 6496 Kazuko           | 1992 UG2       | Kazuko Otsuka, Japonec* |
| 6497 Yamasaki         | 1992 UR3       | Masamitsu Jamasaki, japonski astronom † Arhivirano 2005-05-07 at Archive.is |
| 6498 Ko               | 1992 UJ4       | Ko Nagasava, delavec na Tokijskem raziskovalnem inštitutu za potrese in na Informacijskem uradu pri Nacionalnem astronomskem observatoriju Japonske |
| 6499 Michiko          | 1992 UV6       | Mičiko Hirasava, žena enega izmed odkriteljev |
| 6500 Kodaira          | 1993 ET        | Keiiči Kodaira, japonski astronom |

| Predhodnik: 5501–6000 | Pomeni imen asteroidov Seznam asteroidov (6001-6250) Seznam asteroidov (6251-6500) | Naslednik: 6501–7000 |